# Festung Aarburg
Die Festung Aarburg ist eine mächtige Festungsanlage im Südwesten des Kantons Aargau in der Schweiz. Sie befindet sich hoch über dem Städtchen Aarburg auf einem steil aufragenden Felssporn. Im frühen 12. Jahrhundert entstand eine Burg, welche die Engstelle an der Aare kontrollierte und als Sitz des Aarburger Landvogts diente. Die Stadt Bern liess die Burg zwischen 1659 und 1673 zu einer mehr als 400 Meter langen Festungsanlage ausbauen. Sie diente zur Sicherung der Untertanengebiete im Berner Aargau und als Gefängnis. Die Festung Aarburg ist die einzige erhalten gebliebene Festungsanlage der frühen Neuzeit in der Schweiz und als Kulturgut von nationaler Bedeutung eingestuft. Seit 1893 befindet sich in der Festung das Kantonale Jugendheim, welches jugendstrafrechtliche Schutzmassnahmen vollzieht.

## Geschichte

### Mittelalterliche Burg
Die erste indirekte urkundliche Erwähnung der Aarburg erfolgte im Jahr 1123 im Zusammenhang mit Graf Adalbero I. von Frohburg. Vermutlich gab es auf dem Felssporn bereits seit Beginn des 12. Jahrhunderts eine Burganlage, entsprechende archäologische Funde existieren bislang jedoch nicht. Um die Mitte des 12. Jahrhunderts ging die Aarburg von den Frohburgern an die Freiherren von Büron über, die sich in der Folge als Freiherren von Aarburg bezeichneten. Kurz vor 1200 nahmen die Frohburger die Burg wieder in ihren Besitz und setzten Ministerialen ein. 1255 erfolgte die erste direkte Erwähnung der Burg. Rund 15 Jahre zuvor war sie aufgrund der frohburgischen Herrschaftsteilung an den Waldenburger Zweig der Familie übergegangen. Um diese Zeit entstand der älteste erhalten gebliebene Teil der Burg, bestehend aus Hauptturm («Harzer») und Palas. Die Burg diente zur besseren Kontrolle der Nord-Süd-Verbindung und zur Überwachung des wichtigen Aareflusshafens an der Aarewaage. Mit ihr war die Blutgerichtsbarkeit verknüpft. Das Verwaltungsgebiet umfasste den westlichen Teil des heutigen Bezirks Zofingen, aber ohne die Stadt Zofingen selbst.
1299 verkauften die Frohburger die Burg und das gesamte Amt an die Habsburger. Ab 1330 lebte hier die Familie von Kriech, ein niederer Dienstadel der Habsburger, der Burg und Amt als Pfand übernahm. Im April 1415 eroberte die Stadt Bern Teile des heutigen Aargaus. Jedoch leistete der damalige Besitzer der Festung, Johannes Kriech, den Bernern lange Zeit Widerstand, auch als das Städtlein schon eingenommen war. Erst als er vernahm, dass der übrige Aargau wirklich auch erobert worden war, hat er die Burg den Bernern 1416 verkauft. Dessen ungeachtet wollte sein Schwager Rudolf von Landenberg 1446 einen Anspruch darauf geltend machen, wurde aber abgewiesen. Ab 1416 wurde das neue Berner Amt Aarburg von Landvögten verwaltet, welche ab 1419  auf der Burg residierten. Zu Beginn verwalteten diese den gesamten Berner Aargau. Erst später, als Bern die Rechte von Adel und Klerus immer mehr zurückdrängte, kamen weitere Vogteien hinzu: Lenzburg (1442), Schenkenberg (1460), Biberstein (1499), Zofingen (1528), Königsfelden (1528) und Kasteln (1732). Die Amtszeit des aus dem Berner Patriziat stammenden Landvogts betrug jeweils sechs Jahre.
1470 wurde am Palas ein tiefgreifender Umbau vorgenommen. Er umfasste eine Auskernung, eine neue Geschosseinteilung und eine Aufstockung. 1534/35 erfolgte im Palas eine Erhöhung des obersten Geschosses und der Bau des heutigen Dachstuhls. Das oberste Geschoss des Hauptturms wurde abgebrochen, an seine Stelle kam stattdessen ein Tonnengewölbe mit Brustwehr. 1557 kam ein Zeltdach hinzu. Die Umbauten von 1621 bis 1627 dienten dazu, den Wohnkomfort und die Repräsentationswirkung der Burg zu erhöhen. An der Südwestecke des Palas entstand ein sechseckiger Treppenturm, zur selben Zeit an der Südfassade der «vordere buw» (Vorderbau).

### Ausbau zur Festung

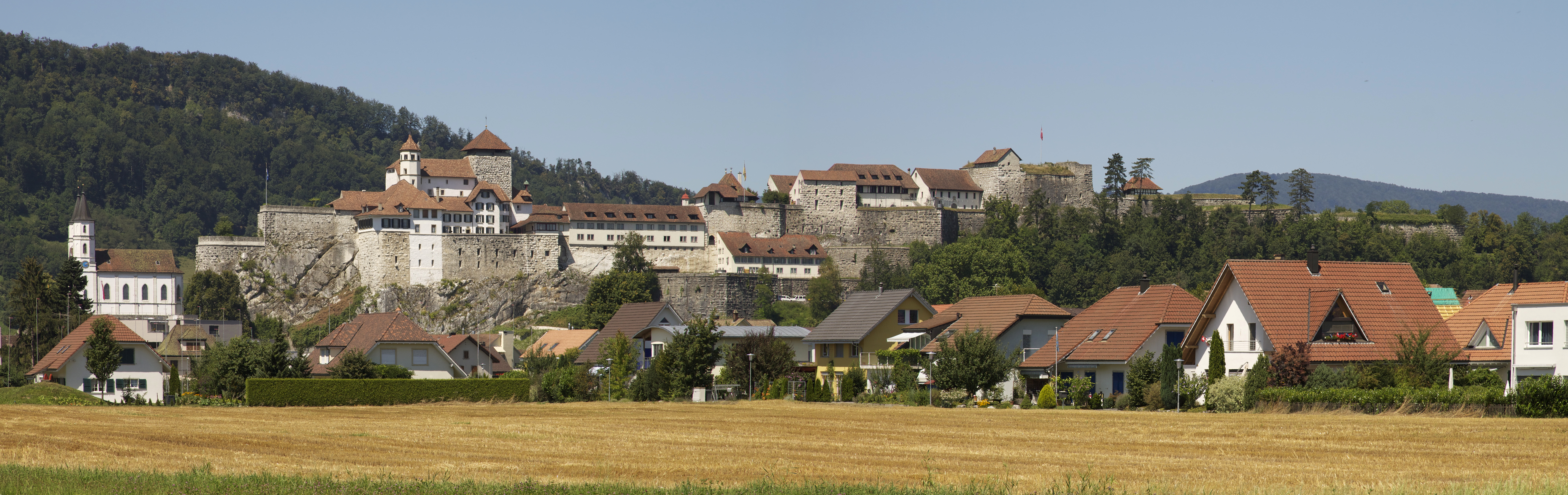
Die Südfassade der Festung

1654 erhielt Ratsherr Hans Rudolf Willading den Auftrag, die Burg auf Erweiterungsmöglichkeiten hin zu untersuchen; sein Bericht hatte vorerst keine Folgen. Unter dem Eindruck des Ersten Villmergerkriegs projektierte der Zürcher Festungsbaumeister Johann Georg Wertmüller den Ausbau der Burg zu einer Festung. Seiner Meinung nach war die Befestigung des nach Osten hin auslaufenden Bergrückens dringend erforderlich, da dieser leicht eingenommen werden konnte. Das von ihm erstellte Projekt kam wegen zu hoher Kosten nicht zustande. Schliesslich konnte sich der Rat der Stadt Bern 1661 doch noch dazu durchringen, den Vollausbau zur Artilleriefestung zu beschliessen.
Die Fundamente des Festungswerk waren bis 1663 erstellt. Anschliessend begannen die eigentlichen Bauarbeiten, die sich zehn Jahre lang hinzogen. Zweck der Festung war es, die Verbindung zwischen den reformierten Städten Bern und Zürich an der engsten Stelle des bernischen Herrschaftsgebietes zu schützen und somit eventuelle Angriffe der katholischen Nachbarn zu erschweren. Ab 1666 war die Festung ständig von einer Garnison besetzt, der Landvogt war nun gleichzeitig Kommandant. Ein Teil der Festung diente als Gefängnis, insbesondere für politische Gefangene. Als bekanntester Insasse gilt Jacques-Barthélemy Micheli du Crest, der hier von 1749 bis 1766 inhaftiert war; an ihn erinnert eine Gedenktafel am Pulverlaboratorium.
Am 10. März 1798 übergaben die Berner die Festung kampflos den Franzosen. Während der Zeit der Helvetischen Republik war weiterhin eine Garnison stationiert, und es wurden weiterhin Staatsgefangene eingekerkert. 1804 übernahm der neu geschaffene Kanton Aargau die Festung. Sie diente bis 1826 als Zeughaus und Kaserne, danach als Gefängnis. Bekanntester Insasse zu jener Zeit war der berühmt-berüchtigte Ein- und Ausbrecherkönig Bernhard Matter. Nachdem 1864 in Lenzburg mit der Strafanstalt Lenzburg eine neue moderne Strafanstalt eröffnet worden war, standen die Räumlichkeiten leer, und der Kanton vermietete sie an mittellose Personen. In der Folge verwahrloste die Festung zusehends, da sich der Kanton beim Unterhalt auf das Allernötigste beschränkte.

### Kantonales Jugendheim
Der Grosse Rat beschloss 1891 die Einrichtung einer «Anstalt für jugendliche Verbrecher und Taugenichtse» auf der Festung. Die 1893 eröffnete Zwangserziehungsanstalt war die erste ihrer Art in der Schweiz. War die Anstalt zu Beginn vor allem auf Zucht, Ordnung und Bestrafung ausgerichtet, wurden durch den 1905 neu gewählten Direktor Adolf Scheurmann (1861–1947) die Jugendsträflinge zu Zöglingen, die eine Nacherziehung, Schulung und Berufslehre absolvierten.
Ab den 1930er Jahren trat immer mehr der erzieherische Gedanke in den Vordergrund. Von 1946 bis 1959 erfolgte ein vollständiger Umbau der Anstalt, wovon vor allem der Hauptturm, der Palas und die Kasernentrakte betroffen waren. Eine zweite Gesamterneuerung folgte von 1984 bis 1988, um dem neuen Jugendstrafrecht Rechnung zu tragen. Weitere Sanierungen wurden 1993 und 2005–2007 vorgenommen. 1972 nannte sich die «Erziehungsanstalt» in «Erziehungsheim» um, 1989 in «Jugendheim». Zu den Insassen gehörten der Schriftsteller Jenö Marton sowie der später hingerichtete Mörder Paul Irniger.

## Gebäude

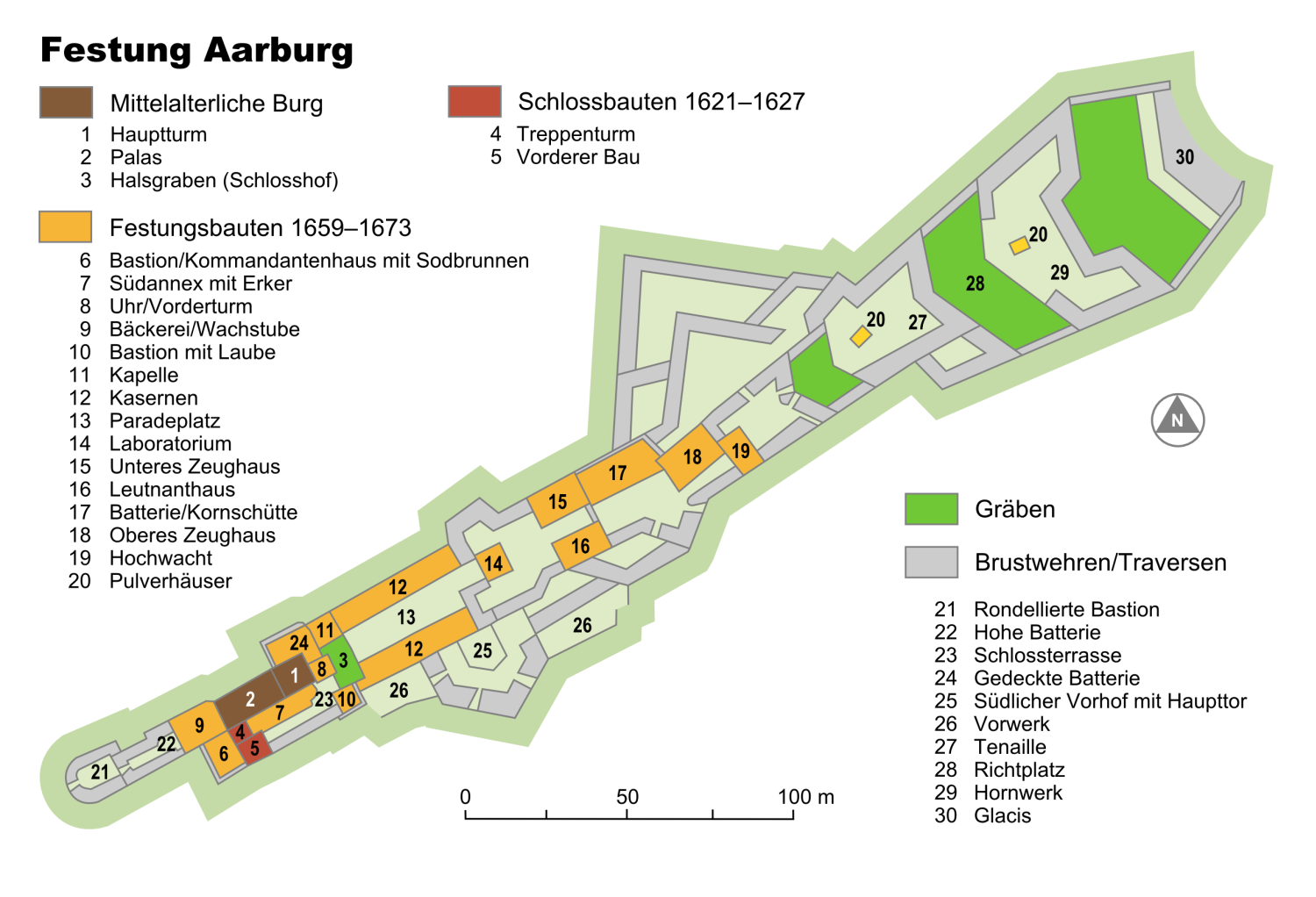
Übersichtsplan der Festung

Auf dem schmalen, lang gestreckten Felsgrat bilden Hauptturm und Palas, beide aus Kalkstein erbaut, den Kern der Anlage. Es handelt sich hierbei um den ältesten Teil der Festung, der jedoch seit seiner Entstehung im 13. Jahrhundert durch zahlreiche Umbauten und Umnutzungen stark überprägt wurde. Der Palas hat Grundmasse von 21 Metern Länge und 9 Metern Breite, die Mauerdicke beträgt bis zur Decke des ersten Obergeschosses 2 Meter und verjüngt sich danach zusehends. Von der ältesten Bausubstanz sind auf der Südwestseite des Dachstocks zwei Rundbogenfenster aus Tuffstein erhalten geblieben. Das dritte Obergeschoss wurde zu einem repräsentativen Saal ausgebaut. Südseitig neben dem Palas befindet sich etwas zurückversetzt der Hauptturm, dessen Mauern bis zu 3,5 Meter dick sind.
Der Zugang zur Festung erfolgt von Süden her über eine Treppe zu einem Ravelin. Eine in den Felsen gehauene und von Gewölben überdeckte Treppe, die mit drei zusätzlichen Falltoren gesichert war, führt durch ein mächtiges Portal zum Halsgraben (Schlosshof). Dieser bildet den Übergang zwischen der mittelalterlichen Burg und der frühneuzeitlichen Festung. Vom Schlosshof gelangt man über die untere Kasematte zum Sodbrunnen, der in einem geräumigen Gewölberaum untergebracht ist. Der über 2 Meter breite Brunnenschacht ist 45 Meter tief und wurde im unteren Teil kavernenartig erweitert. Die nördlich des Halsgrabens liegende Kapelle blieb seit ihrer Entstehungszeit während des Festungsbaus weitgehend unverändert und präsentiert sich als barocker Raum mit schlichter Formgebung reformierter Prägung. Die Kanzel stammt von 1668, das Chorgestühl ist wenige Jahre jünger.
Im östlichen Teil der Festungsanlage befindet sich zwischen Tenaille und Hornwerk der Richtplatz, der während der Berner Herrschaft als Platz für Gerichtsverhandlungen und Vollstreckung von Todesurteilen diente. Auch der Kanton Aargau liess hier Hinrichtungen durchführen, letztmals im Jahr 1863. Die Beleuchtung entspricht seit 2007 nicht den gesetzlichen Vorschriften, da die Vorschriften in Bezug auf die Lichtverschmutzung nicht erfüllt werden.